# 경로-목표 이론
경로-목표 이론은 로버트 하우스(Robert House)가 개발한 이론으로, 리더가 리더십 행동 유형에 따라 구성원들의 기대감에 영향을 미치고 동기 유발시켜 설정된 목표에 어떻게 도달할 것인가에 관한 이론이다. 경로-목표 이론에 의하면 부하들은 그들이 추구하는 목표에 도움을 준다고 여겨지는 리더의 영향력을 수용하게 된다. 상황에 따라 특정 리더십 유형은 부하들에게 돌아가는 보상을 명확히 제시함으로써 그들의 동기를 유발하고 리더십 유효성을 증대시킬 수 있다. 이 이론은 에반스(Martin G. Evans)의 연구에 영감을 얻어 하우스에 의해 개발된 이론이며, 브롬(Victor Vroom)의 기대 이론에 근거한다. 기대 이론에 따르면, 사람이 조직 내에서 어떠한 행위 또는 일을 수행할 것인가의 여부를 결정하는 데는 그 일이 가져다 줄 가치와 그 일을 함으로써 기대하는 가치가 달성될 가능성, 그리고 자신의 일처리 능력에 대한 평가가 복합적으로 작용한다는 내용이다.

## 리더십 행동 유형
경로-목표이론은 상황요인에 맞게 알맞은 리더십을 발휘하는 것이 중요하다는 것을 시사하고 있다. House(1971)의 이론에서 리더의 역할은 1. 목표에 대한 부하들의 욕구를 유발시키고, 2. 과업목표의 달성에 부하들에게 개인적 보상을 증가시키며, 3. 이와 같은 개인적 보상을 쉽게 받을 수 있는 경로를 안내와 지시를 활용해 제공하고, 4.부하들이 기대를 분명히 할 수 있도록 도와 주며, 5. 여러 가지 장애를 감소시키고, 6. 효과적인 성과에 대한 개인적 만족의 기회를 증가시켜 주는 것이다. 하우스는 이러한 리더십 유형을 지시적, 후원적, 참여적, 성취지향적 이렇게 네 가지로 나누어 설명하며, 각기 다른 상황에서 한 사람의 리더에 의해 행사될 수 있다고 보고 리더십을 상황에 맞추어 가야 되는 것이라고 한다.
주의할 점은 이러한 네 가지 리더십유형을 통해 리더를 어느 한 가지의 리더십에 한정시키는 것이 아닌 일부나 혹은 모두를 상이한 상황에 따라, 그리고 상이한 부하에 따라 각 시점별로 적절하게 활용할 수 있다는 것이다.

### 지시적 리더십
지시적 리더십이란 도구적 리더십(Instrumental leadership)이라고도 표현된다. 이 리더십 유형은 통제와 조직화, 감독 행위 등과 관련된 리더의 행동이다. 리더가 부하들이 해야 할 일이 무엇인지 분명히 알려주고 구체적인 지시를 명령하며 그들에게 기대되고 있는 것이 무엇이고 그 과업이 어떻게 수행되어야 하는가에 대해 말해주며 과업 완성 기한 및 분명한 과업기준을 설정하여 부하들이 따라야 할 규칙이나 규정을 명확하게 알려주는 리더십 유형을 말한다. 즉, 지시적 리더십은 부하가 규칙과 절차를 준수할 것을 요구하고, 리더는 부하의 직무를 명확히 하는 것을 말한다. 이러한 형태의 리더십은 구조주도적인 리더십이나 과업지향적인 리더십과 유사하다. 지시적 리더십은 외재적 통제위치를 가지거나 과업의 능력이 낮은 부하들에게 긍정적으로 작용한다. 반면에 자신의 과업을 명확히 이해하고 있는 하급자들에게는 동기와 만족도를 낮추어 부정적으로 작용한다.

### 후원적 리더십
후원적 리더십은 앞서 말한 지시적 리더십과는 조금 다른 형태로 친절하고 접근하기 쉽도록 하는 리더행동이다. 후원적 리더십에서 리더는 부하의 욕구를 배려하고, 복지에 관심을 가진다. 또한 후원적 리더십에서 리더는 의도적으로 만족스러운 인간관계를 강조하면서 부하들을 평등하게 대하며 그들의 작업이 즐거운 것이 되도록 하기 위해 친구처럼 대하고 동지적 관계를 중시하며 후원적인 분위기를 조성하는 데에 노력한다. 조직후원(POS)과 관련이 있으며 배려적이고 인간지향적인 리더십과 유사하다. 후원적 리더십은 높은 강도의 일이나 쉽게 피로감을 느끼는 과업을 수행하는 부하들에게 긍정적으로 작용한다.

### 참여적 리더십
참여적 리더십이란 부하의 문제에 관하여 리더 혼자 독단적으로 결정하는 것이 아닌 부하와 협의를 하며, 부하의 의견과 제안을 고려하고 의사결정과정에 참가시키는 행동을 하는 리더십의 형태를 말한다. 참여적 리더십은 내부적 통제위치에 속하는 부하들에게 긍정적으로 작용하며, 높은 참여욕구를 가지고 있는 부하들에게 긍정적으로 작용한다. 그러나 반대로 하급자가 본인의 업무를 명확히 이해하는 경우엔 참여적 리더십은 효과가 없다.

### 성취지향적 리더십
성취지향적 리더십은 리더가 부하에게 도전적인 목표를 설정하고, 성과의 달성을 강조하며 높은 탁월성수준(high standard of excellence)을 설정해 주고 지속적인 개선을 추구하는 리더십의 형태이다. 리더는 부하들에게 도전적인 목표를 설정하게 하고 그것을 성과로 달성해 낼 수 있다는 신뢰가 있기에 부하들의 능력 발휘를 격려하고 자율적인 실행기회를 부여한다. 부하들의 동기부여를 하기 위해 목표관리 기법을 이용하였다면 이 리더십 유형의 리더일 가능성이 크다.

## 상황적 변수
알맞은 리더십을 발휘하기 위한 조건으로는 부하의 특성과 과업환경이 있다.

### 부하의 특성
리더십의 유형도 중요하지만, 그것을 수용하는 부하의 특성도 리더십의 효과에 영향을 미친다. 부하의 구체적 특성은 욕구 및 능력과 부하의 상황 등 두 가지로 분류할 수 있다.

#### 부하의 욕구 및 능력
부하의 욕구에는 안전욕구, 귀속욕구, 보상욕구, 성취욕구, 자아실현욕구, 변화욕구 등이 있으며, 만일 부하가 귀속욕구가 강하거나, 외적 보상욕구가 강하거나, 그리고 안전의 욕구가 강하면 지시적 리더십이, 반면에 성취욕구가 강하면 성취지향적 리더십 행동이 적합하다. 부하의 능력에는 지식, 태도, 기술 등이 있는데, 부하의 높은 능력과 경험은 지시적 리더십보다는 참여적 리더십이나 성취지향적 리더십 유형에 알맞다. 반대로 부하의 능력이 낮고 고도로 권위적인 경우에는 지시적 리더십이 더욱 적합하다.

#### 부하의 상황
자신의 일을 자신이 통제할 수 있다고 믿는 정도인 통제 성향의 위치가 내적인 위치냐 외적인 위치냐에 따라서도 적절한 리더십의 유형이 다르다. 만약 부하가 자신의 일과 주변상황을 통제할 수 있다고 믿는 내적 통제 성향이 강하다면 참여적 리더십 유형이 적합할 것이다. 그러나 자신의 일과 주변상황이 자신의 통제범위 밖에 있어 행운이나 운명 때문이라고 믿는 외부 통제적인 성향이 강하다면 지시적인 리더십 유형이 적합하다

### 과업환경

#### 과업의 특성
효과적인 리더십은 과업구조가 단순반복적인지 모호한지에 따라서도 다르게 나타난다.역할 모호성이 높고 낮은 과업구조를 가진 경우에는 지시적 리더십과 참여적 리더십, 성취지향적 리더십이 적합하다. 단, 여기서 지시적 리더십은 부하의 낮은 능력이 있는 경우에 적합하다. 반대로 반복지향적이고 높은 과업구조를 가지고 있는 경우는 후원적 리더십이 적합하다.

#### 조직의 상황
과업의 특성이나 부하의 특성의 따라서 적합한 리더십의 유형이 다를 수 있지만, 상황에 따라 리더십의 유형이 달라질 수도 있다. 조직의 시간적 측면에서,조직의 형성기에는 조직이 불안하기 때문에 상대적으로 지시적 리더십이 적합하다. 그러나 조직이 정착하고 안정기에 접어들었을 때는 후원적 리더십과 참여적 리더십이 적합하다. 조직에게 직면한 상황에 따라서도 적합한 리더십이 다르다. 긴급한 상황의 경우는 빠르게 의사결정을 내려야 하기 때문에 지시적 리더십이 적합하다. 리더가 혼자서 결정을 내리기 불확실한 경우에는 참여적 리더십을 통해 하급자들의 의견을 듣는 것이 조직에게 긍정적인 효과를 낼 것이다. 과업의 특성 상 리더와 구성원간의 상호작용이 필요한 경우에는 후원적 리더십이 리더와 하급자 사이의 긍정적인 관계를 형성할 수 있다.

## 의의
이 이론은 리더 행동 유형과 3개의 상황변수 간의 적합을 강조하는 피들러의 상황리더십 이론과는 달리, 그리고 리더 행동을 구성원들의 성숙도에 적응시켜야 한다는 허시(Paul Hersey)와 블랜차드(Ken Blanchard)의 상황적 리더십이론과는 다르게, 리더의 행동 유형과 상황변수로서의 부하의 특성 및 과업환경 간의 관계를 강조하고 있다.

## 비판점
1. 경로-목표 이론을 사회에서 실제로 활용하기가 매우 어렵다. 복잡한 개념과 많은 상황변수들로 인하여 특정 상황에 적합한 리더십 유형을 찾아서 활용하기가 어렵다.
2. 경로-목표 이론은 기대이론을 기초로 하여 논리상으로 기대이론의 한계에 부딪힐 수밖에 없다.
3. 지금까지 경로-목표 이론의 타당성을 검증하기 위해 실시된 실증연구에서 전체적인 검증이 매우 부족하다. 모두 부분적 검증만 지지되었으며 이 중 대부분이 상황 변수들의 유용성을 테스트하는 연구였다. 또한 하급자의 만족도에 대한 연구에서는 결과가 긍정적이었으나 성과에 대해서는 미미했다. 지시적/지원적 리더십 연구는 많이 이루어졌으나, 참가적/성취지향적 리더십 연구는 거의 이루어지지 않았다.
4. 변수들 간의 정의나 인과관계에 대한 설정 등이 부정확하다. 특히 구성원 동기유발과 리더십 행동과의 관계를 명확하게 설명하지 못했다. 또 기대이론의 내용을 근거로 했다고 하지만, 어떻게 연관이 되는지에 대한 설명이 부족하다.

이러한 비판에도 불구하고 경로-목표이론은 과거의 연구들보다 발전된 모습을 보여주고 있으며 세부적인 부분들을 가다듬어야 할 필요성이 보인다. 특히 ‘성취지향적 리더십’ 개념은 최근에 떠오르고 있는 변혁적 리더십이론과 충분히 연관시킬 수 있다.

## 같이 보기
- 피들러의 상황리더십 이론
- 허시와 블랜차드의 상황적 리더십이론